# Fallin' for You
Fallin' For You é o 1º single do segundo álbum da cantora Pop,Colbie Caillat: Breakthrough.
A canção foi lançada no dia 29 de junho de 2009 nos Estados Unidos e teve uma ótima performance nos charts, ficando na posição #12 do Hot 100 da Billboard. A canção também ficou por mais de 6 meses dentro do Top 40, além de liderar por mais de 5 vezes o Hot Adult Contemporary Tracks, também da Billboard.
A música está na trilha sonora da novela Viver a Vida da Rede Globo sendo tema de Luciana (Alinne Moraes).

## Videoclipe
O vídeo foi lançado em julho e é dirigido pelo 6The Malloys . 
No vídeo, ela vai à praia com um homem, interpretado por Bobby Moynihan, que não é o seu tipo (como ela diz, durante um telefonema no início do vídeo), mas ela começa a gostar dele mais e mais sobre o percurso do passeio.

## Charts
| Chart (2009–2010)                | Peak position |
| -------------------------------- | ------------- |
| Ö3 Austria Top 40                | 13            |
| Belgian Singles Chart (Flanders) | 12            |
| Belgian Singles Chart (Wallonia) | 24            |
| Canadian Hot 100                 | 28            |
| Dutch Top 40                     | 68            |
| German Singles Chart             | 16            |
| Japan Hot 100 Singles            | 9             |
| New Zealand Singles Chart        | 31            |
| Swiss Singles Chart              | 21            |
| U.S. Billboard Hot 100           | 12            |
| Hot Adult Contemporary Chart     | 1             |